# Arachniodes pseudo-assamica
Arachniodes pseudo-assamica là một loài thực vật có mạch trong họ Dryopteridaceae. Loài này được Ching miêu tả khoa học đầu tiên năm 1986.